# Saint-Jean-lès-Buzy

Saint-Jean-lès-Buzy este o comună în departamentul Meuse din nord-estul Franței. În 2010 avea o populație de 322 de locuitori.

## Evoluția populației
| An        | 1975 | 1982 | 1990 | 1999 | 2006 | 2010 |
| --------- | ---- | ---- | ---- | ---- | ---- | ---- |
| Populație | 289  | 253  | 223  | 239  | 281  | 322  |